# (2416) Шаронов
(2416) Шаронов (лат. Sharonov) — типичный астероид главного пояса, открыт 31 июля 1979 года советским астрономом Николаем Черных в Крымской астрофизической обсерватории и 28 марта 1983 года назван в честь советского астронома Всеволода Шаронова.

## Обнаружение и именование
(2416) Шаронов
Открыт 31 июля 1979 года в Научном Н. С. Черных.
Назван в память профессора Ленинградского университета и директора обсерватории Ленинградского университета Всеволода Васильевича Шаронова (1901—1964), внёсшего большой вклад в физические исследования Луны и планет. В честь Шаронова также названы кратеры на Марсе и на Луне.
Оригинальный текст (англ.)2416 Sharonov
Discovered 1979-07-31 by Chernykh, N. at Nauchnyj.
Named in memory of Vsevolod Vasil'evich Sharonov (1901—1964), professor at Leningrad University and director of the Leningrad University Observatory, who contributed greatly to physical studies of the moon and planets. Sharonov is also honored by craters on Mars and the Moon.
Источники: DISCOVERY.DB; M.P.C. 7784.

## Орбита

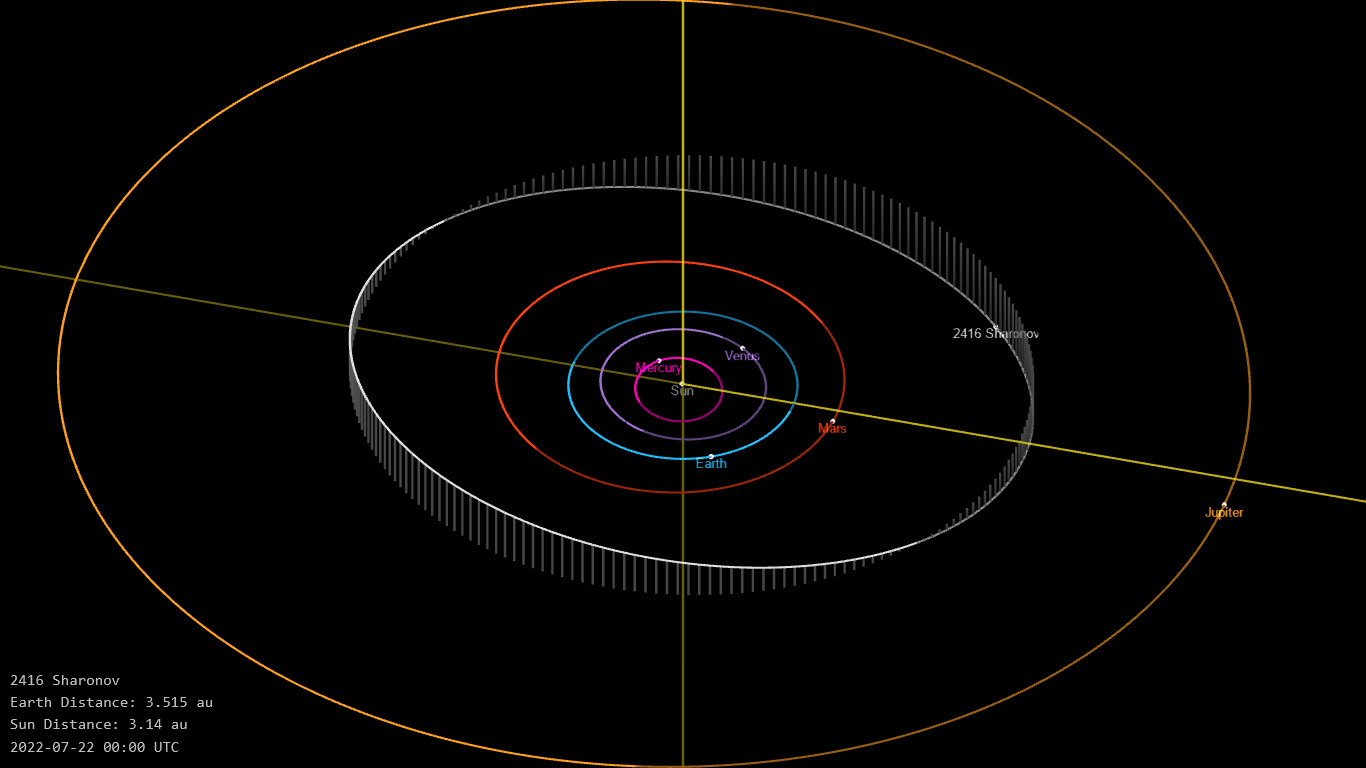
Орбита астероида Шаронов и его положение в Солнечной системе

## Физические характеристики
Из наблюдений системы телескопов панорамного обзора и быстрого реагирования Pan-STARRS следует, что астероид относится к таксономическому классу L.
По результатам наблюдений в видимом и ближнем инфракрасном диапазоне космического телескопа NEOWISE и наблюдений в инфракрасном диапазоне спутника Akari диаметр астероида оценивался равным 15,143±0,215 км, 22,38±1,10 км и 22,54±0,65 км. Согласно тем же источникам альбедо оценивается как 0,2125±0,0344, 0,102±0,010, 0,126±0,013 и 0,212±0,034.